# I Learned from the Best
"I Learned from the Best" là một bài hát của ca sĩ nhạc Pop và R&B người Mỹ Whitney Houston, nằm trong album phòng thu thứ tư của cô My Love Is Your Love (1998). Bản ballad được viết bởi Diane Warren và sản xuất bởi David Foster, được phát hành như là đĩa đơn thứ 5 và cũng là cuối cùng trích từ album vào tháng 11 năm 1999 tại Vương quốc Anh và tháng 2 năm 2000 tại Bắc Mỹ.
Sau khi phát hành, I Learned from the Best trở thành một hit tương đối trên các bảng xếp hạng, đạt vị trí thứ 27 trên Billboard Hot 100 và đứng đầu bảng xếp hạng Hot Dance Club Play. Nó cũng lọt vào top 20 của UK Singles Chart tại Vương quốc Anh. Houston đã trình diễn bài hát trên nhiều chương trình và lễ trao giải khác nhau như: The Oprah Winfrey Show, lễ trao giải Grammy năm 2000, Bambi Awards cũng như các chuyến lưu diễn thế giới trong sự nghiệp của cô.

## Danh sách track và định dạng
- Đĩa CD 1 tại Vương quốc Anh

1. "I Learned from the Best" (Radio) – 3:55
2. "I Will Always Love You" (Hex Hector Club Mix) – 9:52
3. "It's Not Right, But It's Okay" (Thunderpuss Radio Mix) – 4:26

- Đĩa CD 2 tại Vương quốc Anh – The Remixes

1. "I Learned from the Best" (Album) – 4:20
2. "I Learned from the Best" (HQ2 Uptempo Radio Mix) – 4:23
3. "I Learned from the Best" (Junior Vasquez UK Club Mix) – 11:37

- Đĩa đơn maxi tại Mỹ

1. "I Learned from the Best" (HQ2 Uptempo Radio Mix) – 4:23
2. "I Learned from the Best" (Junior Vasquez Disco Radio Mix) – 4:22
3. "I Learned from the Best" (HQ2 Club Mix) – 10:37
4. "I Learned from the Best" (Junior Vasquez USA Millennium Mix) – 11:37
5. "I Learned from the Best" (Junior Vasquez Disco Club Mix) – 9:21
6. "I Learned from the Best" (HQ2 Dub) – 8:56
7. "I Learned from the Best" (Junior Vasquez UK Radio Mix) – 4:59
8. "I Learned from the Best" (bản gốc) – 4:09

## Xếp hạng
| Bảng xếp hạng (1999/2000)                | Vị trí cao nhất |
| ---------------------------------------- | --------------- |
| Phần Lan (Suomen virallinen lista)       | 6               |
| Pháp (SNEP)                              | 44              |
| Đức (GfK)                                | 48              |
| Ireland (IRMA)                           | 18              |
| Hà Lan (Dutch Top 40)                    | 20              |
| Spain (AFYVE Singles Chart)              | 8               |
| Thụy Điển (Sverigetopplistan)            | 23              |
| Thụy Sĩ (Schweizer Hitparade)            | 28              |
| Anh Quốc (OCC)                           | 19              |
| Hoa Kỳ Billboard Hot 100                 | 27              |
| Hoa Kỳ Dance Club Songs (Billboard)      | 1               |
| Hoa Kỳ Hot R&B/Hip-Hop Songs (Billboard) | 13              |
| Hoa Kỳ Adult Contemporary (Billboard)    | 20              |

| Bảng xếp hạng (2000)         | Vị trí |
| ---------------------------- | ------ |
| Finnish Singles Chart        | 24     |
| U.S. R&B/Hip-Hop Singles     | 82     |
| US Hot Dance Club/Play Songs | 3      |

| Bảng xếp hạng (2000–09)    | Vị trí |
| -------------------------- | ------ |
| U.S. Dance/Club Play Songs | 24     |